# LXXIEJ 12
LXXIEJ 12 (Se2grXII), fragments de « Rouleau grec des Petits Prophètes » (connu des spécialistes sous les codes 8HevXIIgr ou R 943 ou vh285 ) est un parchemin en cuir découvert en août 1952 dans le désert de Judée par des Bédouins affirmant qu'il provenait de Wâdi Seiyâl. Il fut acquis par le Palestine Archaeological Museum (aujourd'hui musée Rockefeller) et fut initialement nommé Se2grXII, c'est-à-dire manuscrit n° 2 de la collection Seiyâl, sans que l'on connaisse son lieu exact d'origine. Neuf fragments supplémentaires du même rouleau furent découverts en 1961 dans la Caverne des horreurs, la grotte n° 8 de la vallée de Nahal Hever (Wâdi Habra en arabe), par Y. Aharoni, l'un des archéologues israéliens de l'expédition vers le désert de Judée conduits par Yigaël Yadin. Cette grotte n° 8, près du ouadi Nahal Hever, au sud de Qumrân, est considérée aujourd'hui comme l'origine quasi certaine du Rouleau des Petits Prophètes qui est toujours au musée Rockefeller à Jérusalem.
Le manuscrit contient le tétragramme écrit en écriture paléo-hébraïque en Jonas 3:3.